# Грэм, Лоуренс Пайк
Лоуренс Пайк Грэм (Lawrence Pike Graham) (8 января 1815 — 12 сентября 1905) — американский кадровый военный, участник Семинольских войн и Мексиканской войны. Бригадный генерал Потомакской армии в годы гражданской войны, участник кампании на полуострове.

## Ранние годы
Лоуренс Грэм родился в "Вигваме", поместье своего отца в вирджинском округе Амилия, в семье Уильяма Грэма и Мэри Кэмпбелл Грэм. Его отец был ветераном войн с Англией и три его брата были выпускниками Вест-Пойнта. Один из них был племянником Джорджа Мида. Грэм обучался у частных учителей и в 1837 году вступил в армию США, где был определён вторым лейтенантом во 2-й драгунский полк.  Он участвовал в семинольской войне, где получил звания первого лейтенанта и капитана. Он так же принял участие в Мексиканской войне, где получил временное звание майора за храбрость в сражениях при Пало-Альто и при Ресака-де-ла-Пальма. В 1858 году его временное звание майора стало постоянным.

## Гражданская война
Когда началась Гражданская война, Грэм в августе 1861 года стал бригадным генералом добровольческой армии США и в октябре ему поручили бригаду в дивизии Дона Карлоса Бьюэлла, состоящую из четырех полков:
- 65-й Нью-Йоркский пехотный полк, 	полк. Джон Кохран[англ.]
- 67-й Нью-Йоркский пехотный полк, 	полк. Джулиус Адамс[англ.]
- 23-й Пенсильванский пехотный полк, полк. Дэвид Бирни
- 82-й Пенсильванский пехотный полк, полк. Дэвид Уильямс

В марте 1862 года в его бригаду включили 61-й Пенсильванский полк и она вошла в состав дивизии Дариуса Кауча (IV корпус Потомакской армии). В апреле Грэм командовал своей бригадой в ходе осады Йорктауна. Вскоре он заболел, 19 мая покинул бригаду и более не участвовал в кампании на полуострове. Бригаду на 5 дней принял генри Уэсселс, а 24 мая её передали Джону Эберкомби.
В июне Грэма назначили шефом кавалерии в тренировочный лагерь около Аннаполиса в Мериленде. Впоследствии он был президентом трибунала в Сент-Луисе и членом экзаменационной комиссии для инвалидов в Аннаполисе. В 1864 году он получил звание полковника 4-го кавалерийского полка и в тот же год покинул Добровольческую армию.

## Послевоенная деятельность
После войны Грэм прослужил ещё 5 лет на различных постах на фронтире. 15 декабря 1870 года он покинул регулярную армию. В 1877 году он переселился в Вашингтон, где умер 12 сентября 1905 года. Его похоронили на Арлингтонском Национальном Кладбище.

## Семья
6 мая 1841 года Грэм женился в Сент-Огастине, Флорида, на Джулии Хэтчинсон  (17 сентября 1815 - 18 июля 1903),. У него было два сына. Джеймс Дункан Грэм (1848 - 1868), который родился в Форт-Джесап в Луизиане, и впоследствии служил первым лейтенантом 2-го кавалерийского полка, и Чарльз Макдугал Грэм (1850 - 1865), который родился во Флориде.